# Phygadeuon volucellae
Phygadeuon volucellae är en stekelart som beskrevs av Heinrich Boie 1855. Phygadeuon volucellae ingår i släktet Phygadeuon och familjen brokparasitsteklar. Inga underarter finns listade i Catalogue of Life.